# Pavel Klener
Pavel Klener (9. dubna 1937 Bratislava – 20. září 2024) byl český lékař, specializací hematoonkolog a onkolog, a politik. Za rok 2012 obdržel hlavní Národní cenu projektu Česká hlava za průkopnictví v zavádění chemoterapie zhoubných nádorů do klinické praxe, její vysvětlování moderními poznatky molekulární biologie a založení této disciplíny v Československu.

## Odborná kariéra
V roce 1961 vystudoval Fakultu všeobecného lékařství UK v Praze. Poté pracoval jako lékař a pedagog na II. interní klinice FN. V roce 1988 byl jmenován profesorem. Od roku 1990 do prosince 2007 byl přednostou I. interní kliniky hematologie 1. LF UK a VFN.
Mezi lety 1990–1993 byl proděkanem 1. LF UK v Praze a v období 1994–2006 pak prorektorem UK pro vědu.

### Ústav hematologie a krevní transfuze
Od roku 2002 byl ředitelem Ústavu hematologie a krevní transfuze. Z této funkce byl 7. listopadu 2007 odvolán ministrem zdravotnictví Tomášem Julínkem pro tato údajná selhání:[zdroj?]
1. znejistění pacientů – nepravdivými informacemi o ohrožení péče vyvolal obavy vážně nemocných pacientů,
2. pro manažerské selhání – nezajistil relevantní podklady pro racionalizaci onko-hematologické péče a nepravdivě informoval zaměstnance svého ústavu a veřejnost o problémech, které neexistovaly nebo je měl osobně řešit,
3. toleroval eticky nepřijatelné chování zaměstnanců na půdě svého ústavu.

## Politická kariéra
V letech 1989 až 1990 byl ministrem zdravotnictví a sociálních věcí v české vládě, v letech 1990 až 1992 pak poslancem ČNR za Občanské fórum a působil také mj. ve Výboru pro vědu, kde vedl Komisi pro vědu.
V květnu 1990 byl zvolen členem hlavního výboru Masarykova demokratického hnutí. V letech 1992 až 1995 byl členem ODA.
Ve volbách do Senátu PČR v roce 2006 kandidoval jako nestraník za Stranu zelených v obvodu č. 17 - Praha 12. Postoupil sice do druhého kola, ale v něm ho porazil v poměru hlasů 37,57 % : 62,42 % kandidát ODS Tomáš Grulich.
Neuspěl ani ve volbách do Senátu PČR v roce 2008, kdy kandidoval jako nestraník za KDU-ČSL v obvodu č. 27 - Praha 1. Se ziskem 11,82 % hlasů skončil na 5. místě a nepostoupil tak ani do druhého kola.
V roce 2009 kandidoval ve volbách Evropského parlamentu opět na kandidátce KDU-ČSL, kde figuroval na 8. místě. Obdržel zde 5793 hlasů, což znamenalo 3,21% podíl v rámci kandidátky a skončil jako 6. náhradník.

## Nejvýznamnější ocenění
- 1980: cena Českého literárního fondu za vědeckou literaturu
- 1997: cena ministra školství za vědu
- 1997: zlatá medaile Univerzity Karlovy
- 1997: člen Učené společnosti ČR[7]
- 2003: státní vyznamenání medailí Za zásluhy o stát II. stupně v oblasti vědy[8]
- 2007: nejvyšší vyznamenání AV ČR – medaile De scientia et humanitate optime meritis